# Campionati europei di Formula Kite 2021
I Campionati europei di Formula Kite 2021 si sono svolti a Montpellier, in Francia, dal 6 al 12 settembre 2021.

## Podi
| Evento                 | Oro           | Argento        | Bronzo          |
| Formula Kite Maschile  | Axel Mazella  | Benoit Gomez   | Maxime Nocher   |
| Formula Kite Femminile | Poema Newland | Lauriane Nolot | Alexia Fancelli |

## Medagliere
| Posiz. | Nazione | Oro | Argento | Bronzo | Totale |
| ------ | ------- | --- | ------- | ------ | ------ |
| 1      | Francia | 2   | 2       | 2      | 6      |
| Totale | Totale  | 2   | 2       | 2      | 6      |